# أندرو كامبل
أندرو كامبل (17 يونيو 1949 في المملكة المتحدة - ) (بالإنجليزية: Andrew Campbell)‏ هو محام بالقضاء العالي ولاعب كريكت بريطاني. لعب مع Buckinghamshire County Cricket Club ‏ ونادي الكريكت في جامعة أكسفورد ‏.

## وصلات خارجية
- أندرو كامبل على موقع إي آس بي آن كريك إنفو (الإنجليزية)